# Leonidas Iza

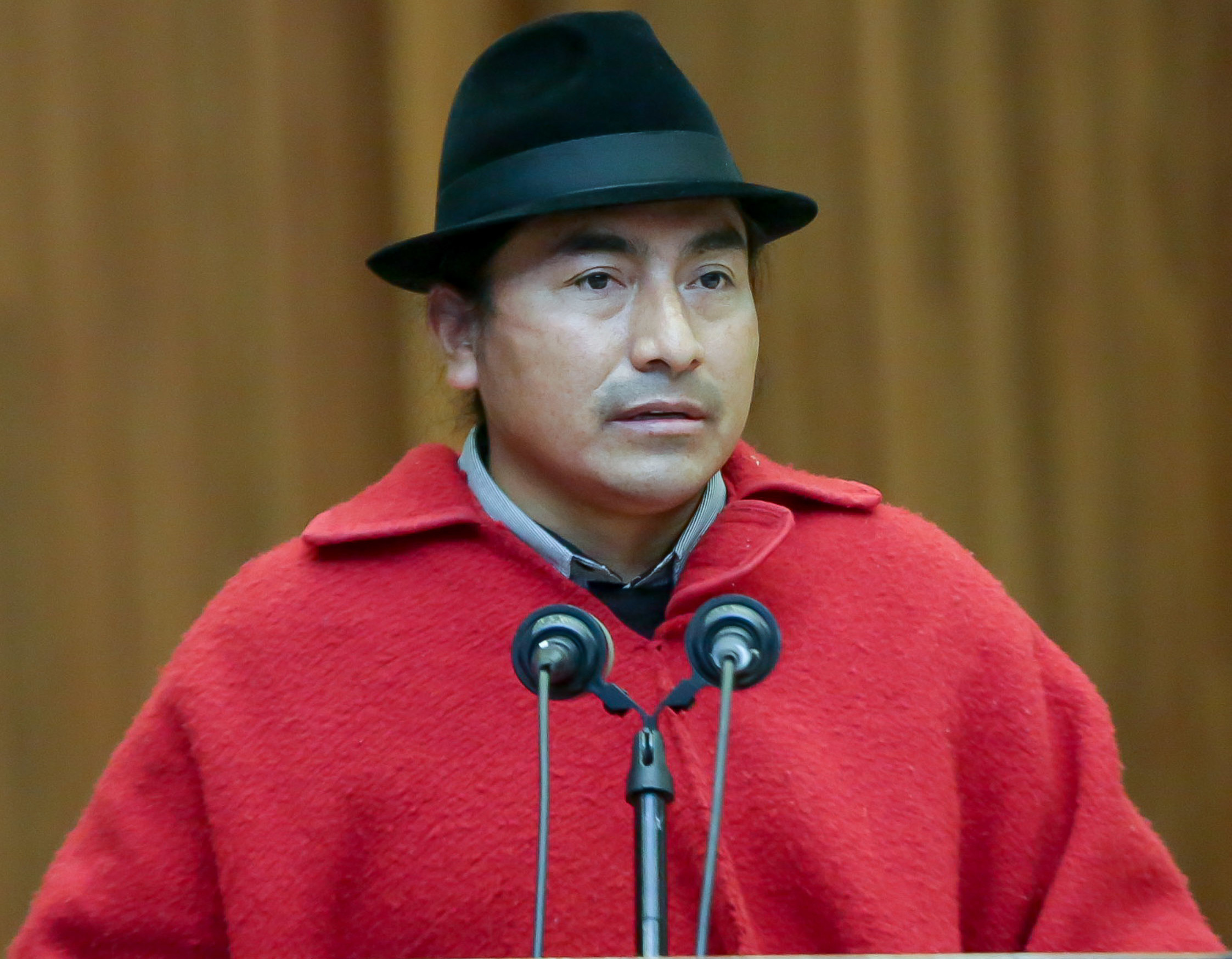
Leonidas Iza (2021)

Segundo Leonidas Iza Salazar (* 18. Juni 1982 in San Ignacio, Cotopaxi) ist ein ecuadorianischer Menschenrechtler, Aktivist und politischer Anführer des indigenen Quechua-Panzaleo-Volkes, Präsident der indigenen Landarbeiter-Bewegung von Cotopaxi (Movimiento Indígena y Campesino de Cotopaxi, MICC). Seit dem 27. Juni 2021 ist er außerdem Präsident der Konföderation der Indigenen Völker von Ecuador (Confederación de Nacionalidades Indígenas del Ecuador, CONAIE).

## Leben
Leonidas Iza ist der Sohn von José María Iza Viracocha, einem indigenen Führer, und Rosa Elvira Salazar. Er ist der Cousin von Leonidas Iza Quinatoa, ehemaliger Parlamentsabgeordneter und Teilnehmer an einem indigenen Aufstand.
Iza studierte Umwelttechnik an der Technischen Universität Cotopaxi. Nebenher habe er, erklärt er, Schriften politischer Denker gelesen. Besonders beeinflusst haben ihn die politische Analyse Lateinamerikas von Eduardo Galeano, Die offenen Adern Lateinamerikas, und das Werk von José Carlos Mariátegui.

### Engagement in der indigenen Bewegung
Seine Tätigkeit in der indigenen Bewegung begann Iza im Alter von 15 Jahren, nachdem er Galeanos Werk gelesen hatte. Ihre „doppelte Dimension“ – als Klasse und Ethnie – half der indigenen Bewegung, „eine ethnische Politisierung mit breiten über-ethnischen Allianzen zu verbinden und so nicht nur den Diskurs der Gesellschaft, sondern auch die Strukturen des Staates zu verändern“.
Iza wurde 2010 Präsident der Gemeinde San Ignacio de Toacaso im Kanton Latacunga. Der Kongress der Indigenen- und Bauernbewegung von Cotopaxi (MICC) am 30. September und 1. Oktober 2016 wählte ihn zu seinem Präsidenten.
In der zweiten Runde der Präsidentschaftswahlen 2017 verweigerte Iza die Unterstützung des MICC für Guillermo Lasso. Im August 2018 wurde ein Gerichtsverfahren gegen ihn wegen des Vorwurfs der Anstiftung zur Zwietracht unter den Bürgern eingeleitet, das Entführung, Einschüchterung, Besetzung, illegale Nutzung von Land oder Landhandel sowie Usurpation und Vortäuschung öffentlicher Ämter umfasste. Am 10. September 2019 wurde er von der Anklage des Landhandels freigesprochen.
Wenig später erlangte Iza nationale Bekanntheit, als er zusammen mit dem Ex-Präsidenten von CONAIE, Jaime Vargas, im Oktober 2019 den Generalstreik gegen die Regierung von Lenín Moreno organisierte. Die Regierung ließ die beiden Anführer unter dem Vorwurf des Terrorismus und der Entführung von acht Polizisten verhaften, setzte sie aber schnell wieder auf freien Fuß. Im März 2022 wurden beide vom Parlament amnestiert. Die geplante Abschaffung der Subventionierung des Benzin- und Dieselpreises gemäß einem Sparplan des Internationalen Währungsfonds brachte die indigenen und kleinbäuerlichen Gemeinschaften gegen die Regierung auf.
2021 wurde Iza zum CONAIE-Präsidenten gewählt. Während Iza und die von Ex-Präsident Rafael Correa geleitete linken Bürgerbewegung Revolución Cuidadana über das weitere politische Vorgehen 2019 noch uneins gewesen waren, zeigte Iza sich nach seiner Wahl zum CONAIE-Präsidenten gegenüber Correa versöhnlich. Allerdings bestand er stets auf der Unabhängigkeit der indigenen Bewegung, die sich nicht von anderen Gruppen instrumentalisieren lassen dürfe.

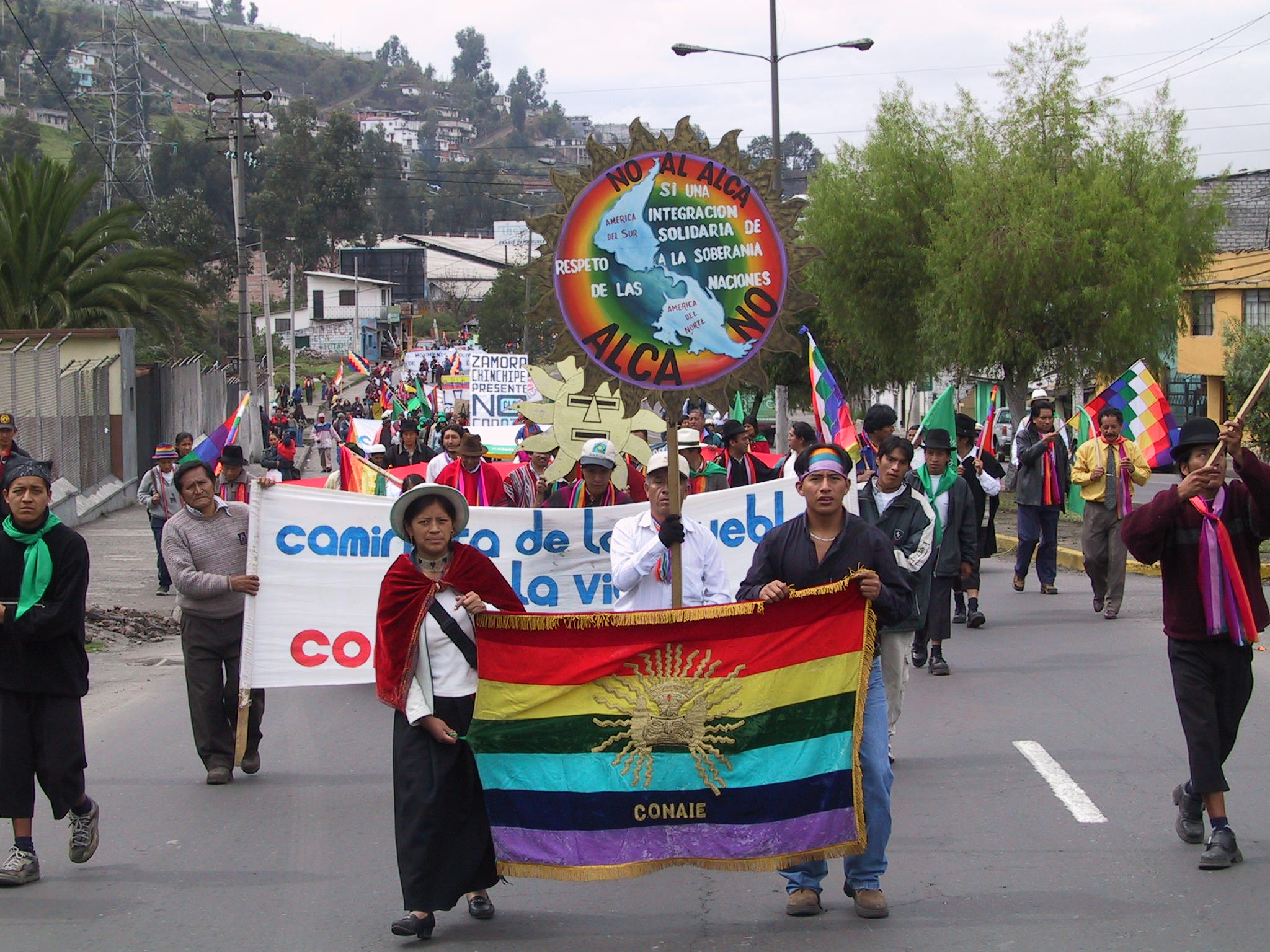
Demonstrationszug der CONAIE, Quito 2002

Im Sommer 2022 kam es erneut zu Massenprotesten, diesmal gegen die neoliberale Wirtschaftspolitik von Staatspräsident Guillermo Lasso. Kurzzeitig wurde Iza festgenommen. Seine Anhänger bezeichneten die Festnahme und den angekündigten Prozess als einen Versuch der Regierung, ihre Proteste zu kriminalisieren. Menschenrechtsorganisationen kritisierten die von der Staatsmacht gegen die Protestierenden ausgeübte Gewalt. Die indigene Bewegung mit Iza an der Spitze brachte die Regierung am 30. Juni 2022 schließlich dazu, die Benzinpreise zu senken und die Ausgaben für Gesundheit und Bildung zu erhöhen, und stellte daraufhin die Proteste ein.

### Kandidatur bei der Präsidentschaftswahl 2025
Die mit der CONAIE verbundene Pachakutik-Partei nominierte bei der Präsidentschaftswahl 2025 Iza als ihren Kandidaten. Im ersten Wahlgang am 9. Februar 2025 wurde Iza – weit abgeschlagen hinter Daniel Noboa und Luisa González – Dritter mit 5,3 % der Wählerstimmen und schied damit aus.